# Gessendorf (Föritztal)
Gessendorf ist eine Gemarkung des Ortsteils Neuhaus-Schierschnitz der Gemeinde Föritztal im Landkreis Sonneberg in Thüringen.

## Lage
Gessendorf ist eine Straßenansiedlung im nordöstlichen Teil der Ortslage Neuhaus-Schierschnitz mit Anschluss an die Bundesstraße 89.

## Geschichte
Das damalige Waldhufendorf wurde 1340 erstmals urkundlich in Schultes, Coburg Urkundenbuch LXV S. 50 erwähnt. Das Dorf wurde 1923 mit den Nachbarorten Buch, Mark, Neuhaus und Schierschnitz zur Gemeinde Neuhaus-Schierschnitz verschmolzen. Diese Gemeinde wurde am 6. Juli 2018 mit den Gemeinden Föritz und Judenbach zu der neuen Gemeinde Föritztal zusammengelegt.